# Say Yes!
『Say Yes!』（セイ・イエス）は、菊池桃子が1986年9月3日にリリースした9枚目のシングルである。

## 解説
- 菊池のシングル曲として、売野雅勇が本作で初めて作詞を担当した。
- オリコンチャートおよび『ザ・ベストテン』において、初登場で1位を獲得した。
- 近年はライブのアンコールラストで歌うことが多くなっている。

## 収録曲
1. Say Yes!
  - 作詞：売野雅勇　作曲・編曲：林哲司
2. 18歳の秋
  - 作詞：藤田浩一　作曲・編曲：林哲司

## カバーした歌手
- 後藤沙緒里 (松浦萌)（2005年） - ドラマCD『まんすりぃ萌音　ぼーかるこれくしょん Vol.1』に収録。
- 釘宮理恵 (白雪みぞれ)（2008年） - アニメ『ロザリオとバンパイアCAPU2』のキャラクターソングシングルに収録。